# Lepidium dictyotum
Lepidium dictyotum là một loài thực vật có hoa trong họ Cải. Loài này được A. Gray mô tả khoa học đầu tiên năm 1868.